# Holby City
Holby City is een Britse medische dramaserie die wekelijks werd uitgezonden op BBC One. De serie werd gemaakt door Tony McHale en Mal Young als een spin-off van het gevestigde BBC-medische drama Casualty en ging in première op 12 januari 1999; de serie liep tot 29 maart 2022. Het volgt het leven van medisch en ondersteunend personeel in het fictieve Holby City Hospital, hetzelfde ziekenhuis als Casualty, in de fictieve stad Holby en bevat af en toe een cross-over van personages en plots met zowel Casualty (die omvatten speciale afleveringen uitgezonden als Casualty@Holby City) en de politie spin-off van de serie uit 2007, HolbyBlue.
Holby City begon met elf hoofdpersonen in het eerste seizoen, die vervolgens allemaal de serie verlieten. Er werden vervolgens periodiek nieuwe hoofdpersonen in- en uitgeschreven, met een kern van ongeveer vijftien hoofdrolspelers die op elk moment in dienst waren. Bij het casten van de eerste serie zocht Holby City jonge acteurs die al bekend waren in de televisie-industrie, iets wat de hele geschiedenis door is voortgezet, met castleden als Patsy Kensit, Jane Asher, Robert Powell, Ade Edmondson en John Michie.

## Rolverdeling
Acteurs met 200 afleveringen of meer.
| Acteur            | Personage                |
| ----------------- | ------------------------ |
| Hugh Quarshie     | Ric Griffin              |
| Rosie Marcel      | Jac Naylor               |
| Jaye Jacobs       | Donna Jackson            |
| Bob Barrett       | Sacha Levy               |
| Tina Hobley       | Chrissie Williams        |
| Paul Bradley      | Elliot Hope              |
| Guy Henry         | Henrik Hanssen           |
| David Ames        | Dominic Copeland         |
| Alex Walkinshaw   | Adrian 'Fletch' Fletcher |
| Amanda Mealing    | Connie Beauchamp         |
| James Anderson    | Oliver Valentine         |
| Catherine Russell | Serena Campbell          |
| Hari Dhillon      | Michael Spence           |
| Robert Powell     | Mark Williams            |
| Kaye Wragg        | Essie Harrison           |
| Luke Roberts      | Joseph Byrne             |
| Chizzy Akudolu    | Mo Effanga               |